# هه ژیانکویی
هه جیانکویی (انگلیسی: He Jiankui) دانشمند در زمینه بیوفیزیک اهل چین است.